# Chusaris albipunctalis
Chusaris albipunctalis är en fjärilsart som beskrevs av Rothschild 1916. Chusaris albipunctalis ingår i släktet Chusaris och familjen nattflyn. Inga underarter finns listade i Catalogue of Life.